# Бубекер Бельбекрі
Бубекер Бельбекрі (араб. بوبكر بلقري, нар. 7 січня 1942, Алжир) — алжирський футболіст, який грав на позиції захисника. Відомий за виступами у складі клубу «МК Алжир» та у складі національної збірної Алжиру.

## Біографія
Бубекер Бельбекрі народився в місті Алжир. Всю свою кар'єру гравця він провів у клубі «МК Алжир», у якому грав з 1962 до 1973 року. У складі команди став переможцем першого в історії чемпіонату Алжиру, тривалий час був основним гравцем захисної лінії команди. У складі національної збірної Алжиру Бельбекрі грав з 1963 до 1968 року. У складі збірної футболіст був учасником Кубка африканських націй 1968 року, який став дебютним для алжирської збірної. Загалом у складі збірної зіграв 4 матчі, в яких забитими м'ячами не відзначився.

## Титули і досягнення
- Чемпіон Алжиру (1):

«МК Алжир»: 1962—1963